# Tiana (Spanyolország)
Tiana egy község Spanyolországban, Barcelona tartományban. Lakosainak száma 9305 fő (2024). Tiana Montgat, Alella, Badalona, Santa Maria de Martorelles és Sant Fost de Campsentelles községekkel határos.

## Népesség
A település népessége az elmúlt években az alábbi módon változott:
| Lakosok száma | 307  | 2047 | 1723 | 2198 | 3985 | 6789 | 7590 | 8314 | 8840 | 9305 |
|               | 1717 | 1887 | 1936 | 1960 | 1986 | 2004 | 2009 | 2014 | 2019 | 2024 |